# Acasta striata
Acasta striata is een zeepokkensoort uit de familie van de Balanidae.